# دروازه ارگ (سمنان)
دروازه ارگ یا میدان ارگ مربوط به دوره قاجار است و این بنا در تقاطع خیابان طالقانی و خیابان شیخ فضل‌الله نوری در مرکز سمنان واقع شده و این اثر در تاریخ ۳۰ خرداد ۱۳۵۸ با شمارهٔ ثبت ۳۹۵ به‌عنوان یکی از آثار ملی ایران به ثبت رسیده است.

## پیشینه
دروازه ارگ سمنان در شهر سمنان واقع است. این بنا دروازه شمالی و تنها باقی مانده ارگ سمنان است که در زمان بهمن میرزای بهاءالدّوله فرزند فتحعلی شاه قاجار، ساخته شده است. از نوشته کتیبه روی آن برمی‌آید که ساختمان آن در سال ۱۳۰۲ ه‍. ق، در زمان سلطنت ناصرالدین شاه قاجار و حکمرانی انوشیروان میرزا حکمران سمنان، دامغان، شاهرود و بسطام به اتمام رسیده است.
گفته شده است که یک راه زیرزمینی بین دروازه ارگ و خانه کلانتر (عمارت بادگیر) که مکانی برای جمع شدن سربازان و اسلحه بوده است، وجود دارد. طبق گفته‌ها این راه نسبتاً بزرگ به شکلی است که دو نفر در کنار هم می‌توانند ایستاده راه بروند.
دروازه ارگ فعلی در واقع دروازه شمالی مجموعه ارگ دولتی قدیم سمنان بوده است. امروزه از مجموعه ارگ دولتی کهن سمنان چیزی باقی نمانده است؛ زیرا در زمان رضا شاه به هنگام ساخت و ساز خیابانها و بناهای نو، تمامی این مجموعه، به جز دروازه شمالی آن تخریب شد.

## نگارخانه

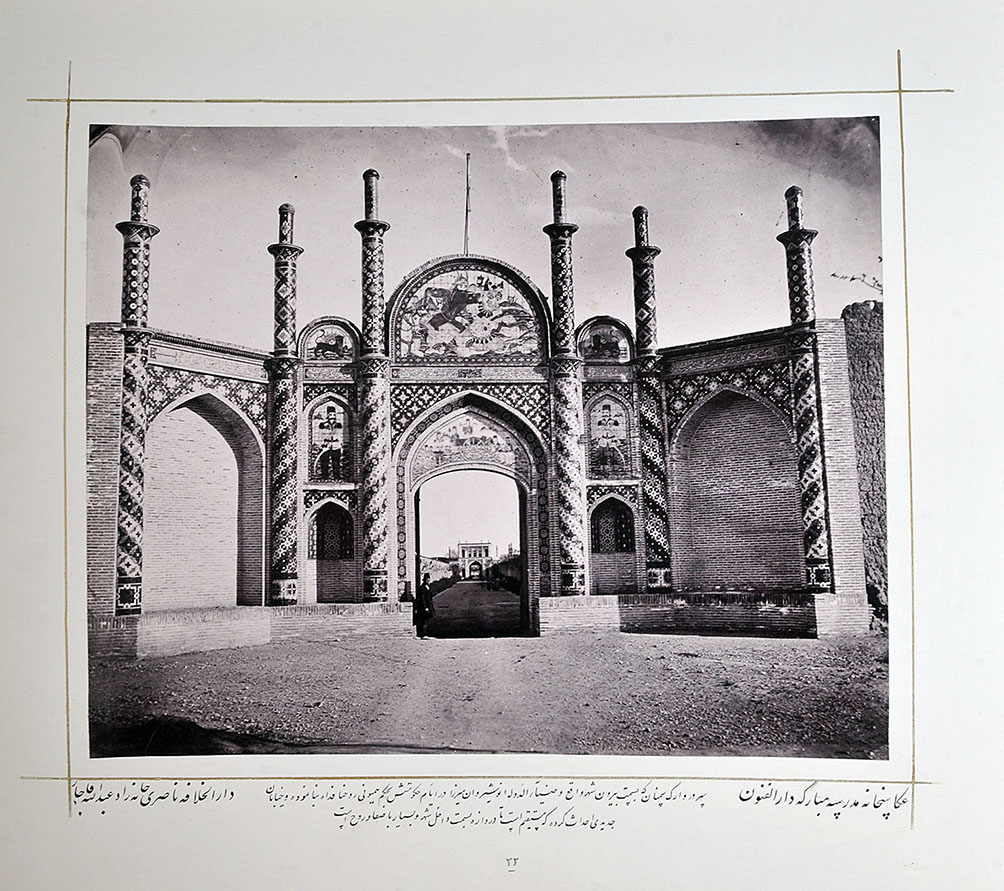
دروازهٔ ارگ در دورهٔ قاجار
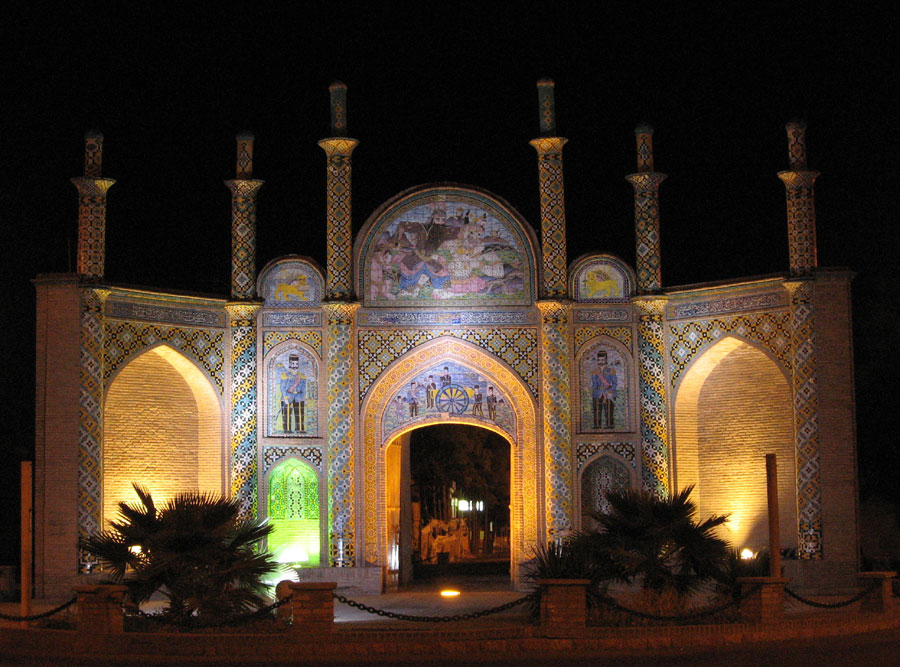
نمای دروازه ارگ در شب
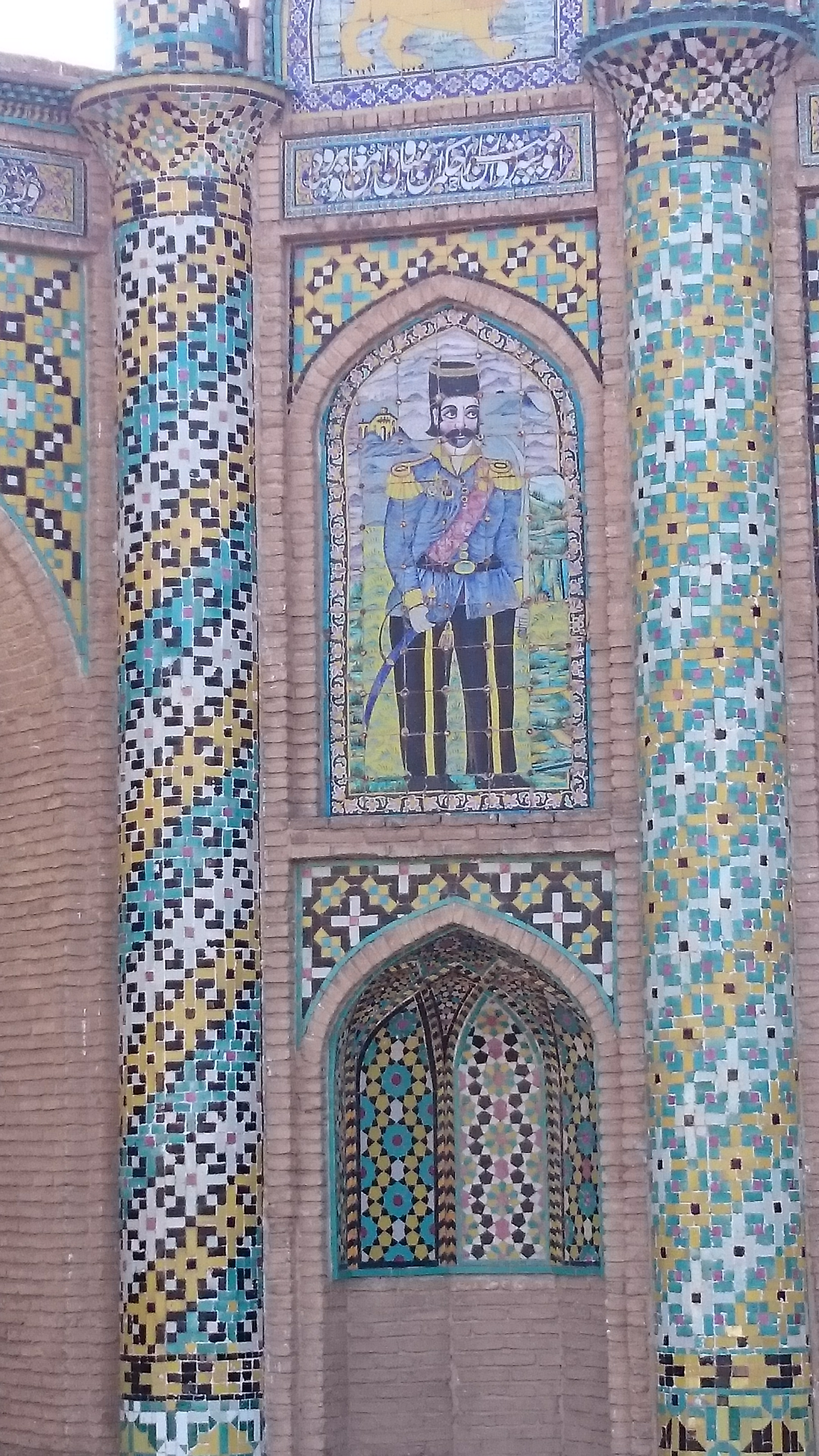
نقش سرباز قاجاری بر ارگ سمنان
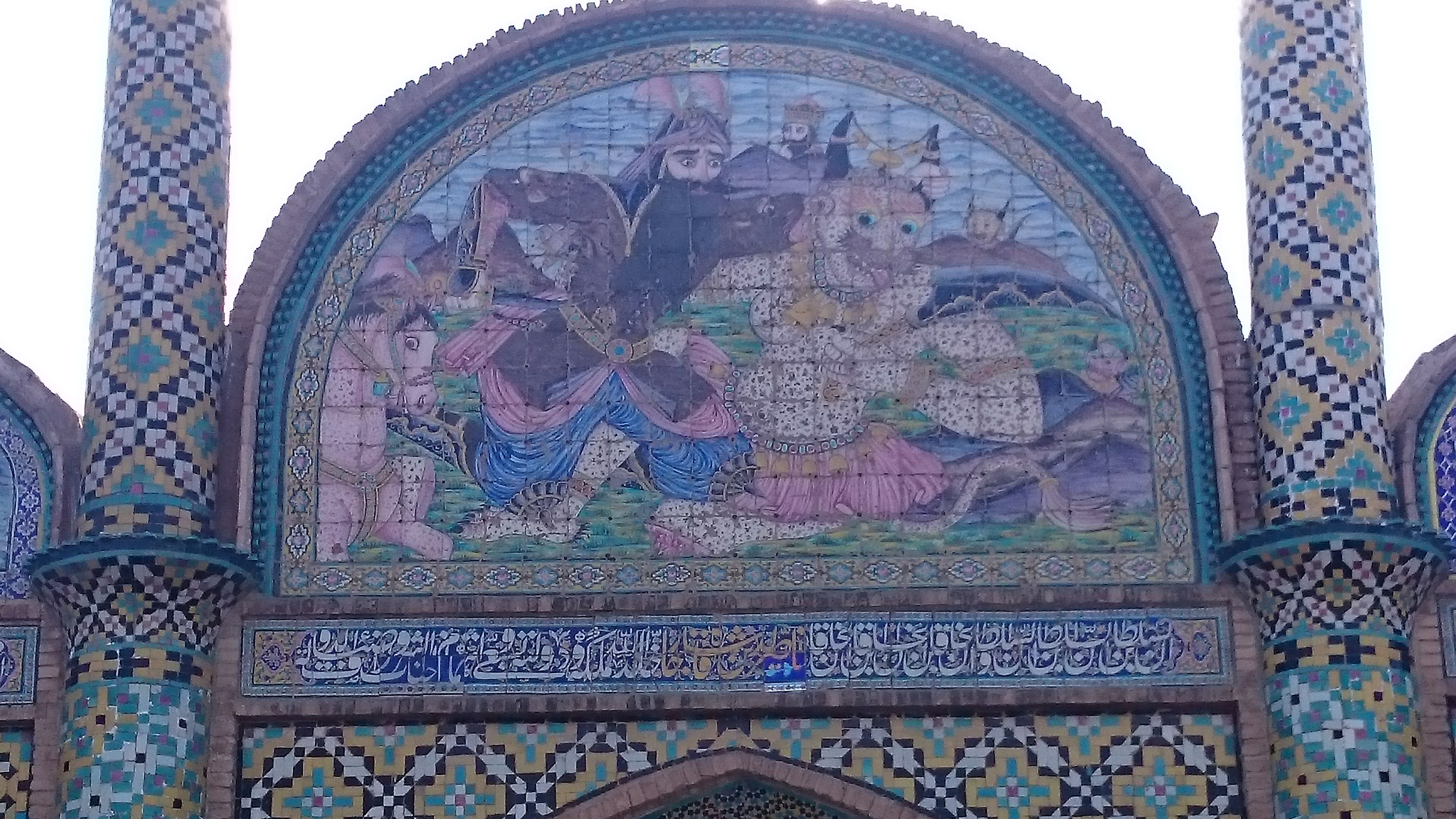
نگاره رستم و دیو سفید در ارگ قدیمی سمنان
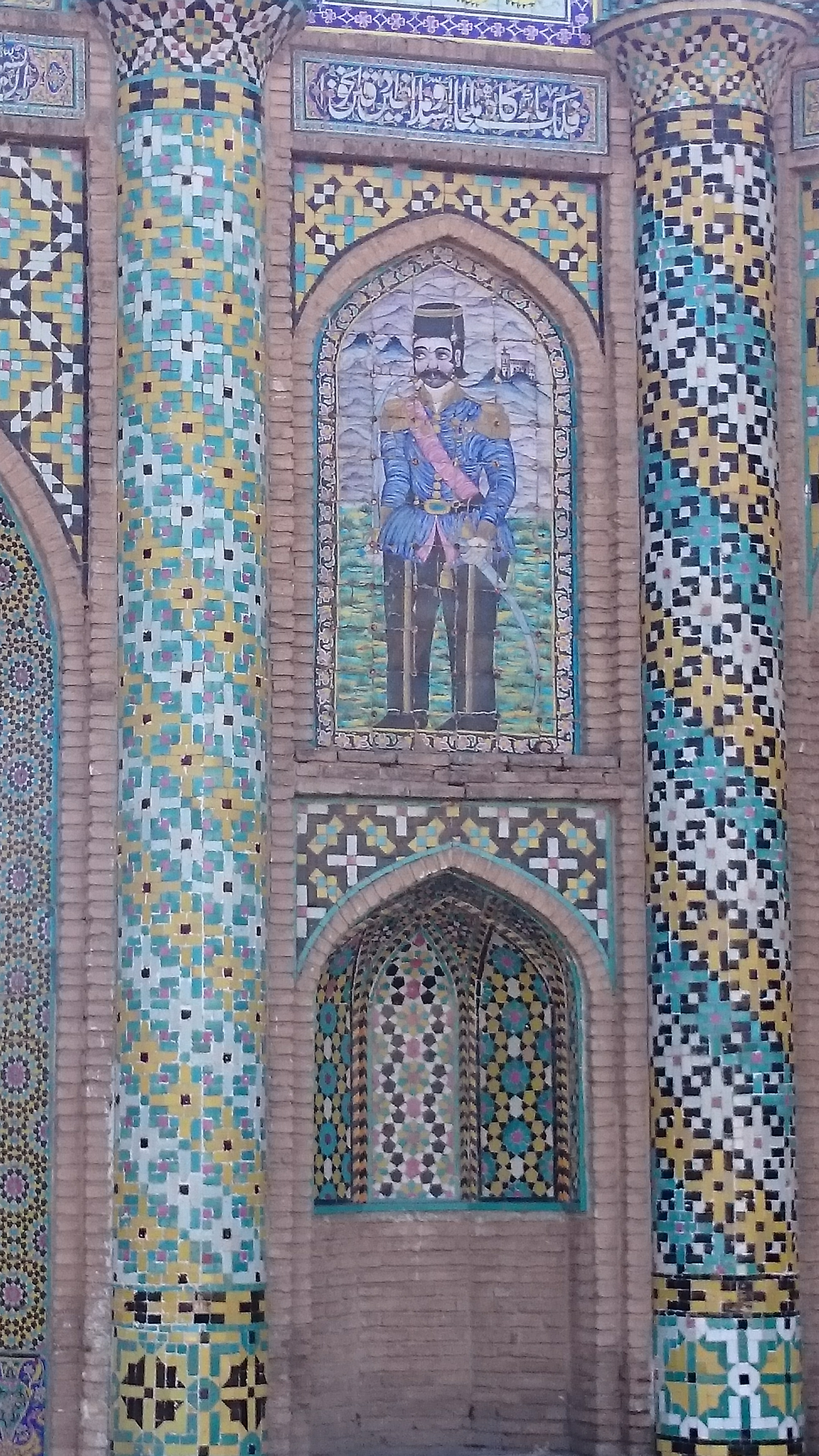
نقش سرباز قاجاری بر ارگ سمنان
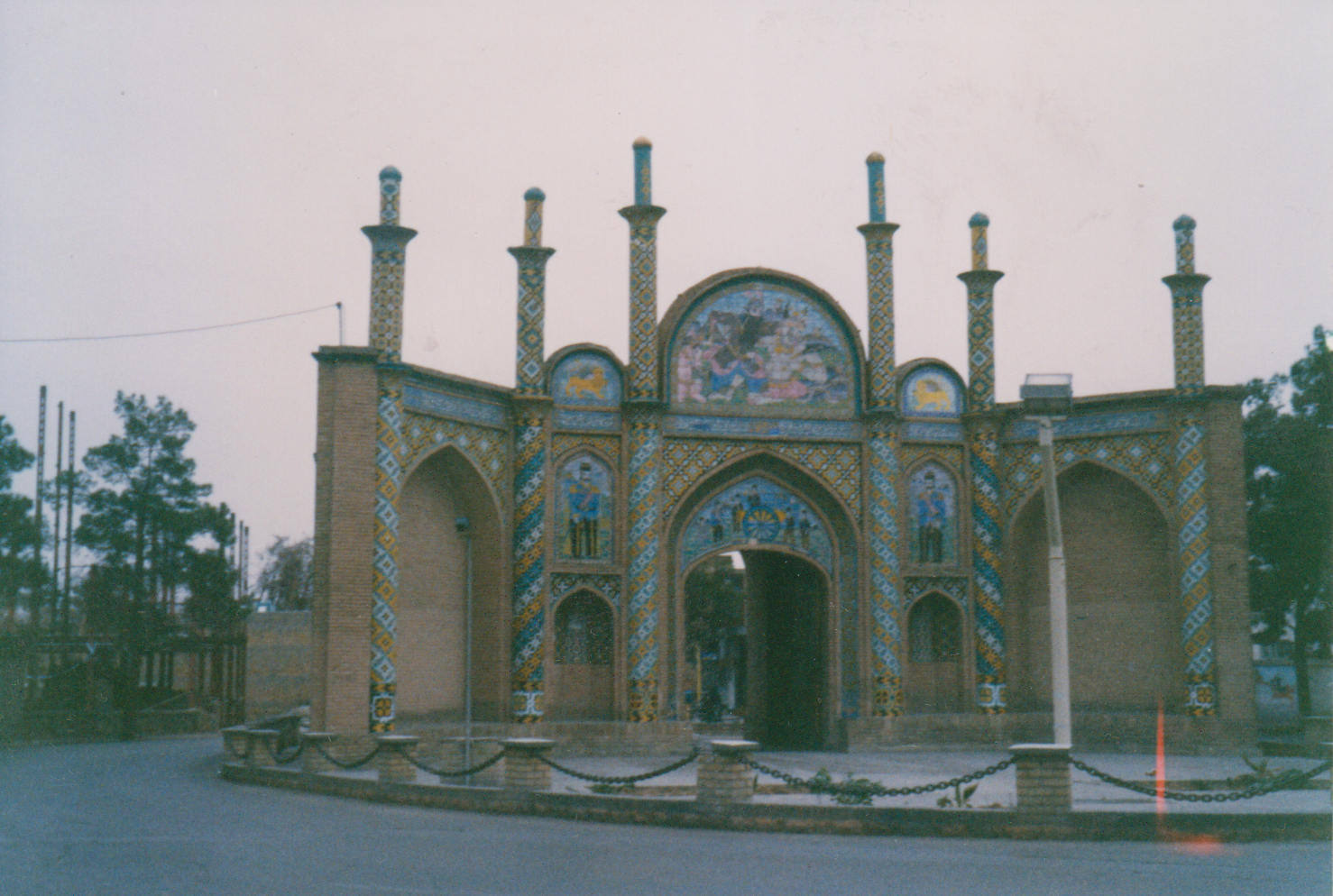
دروازه ارگ سمنان، تاریخ عکس، نامعلوم
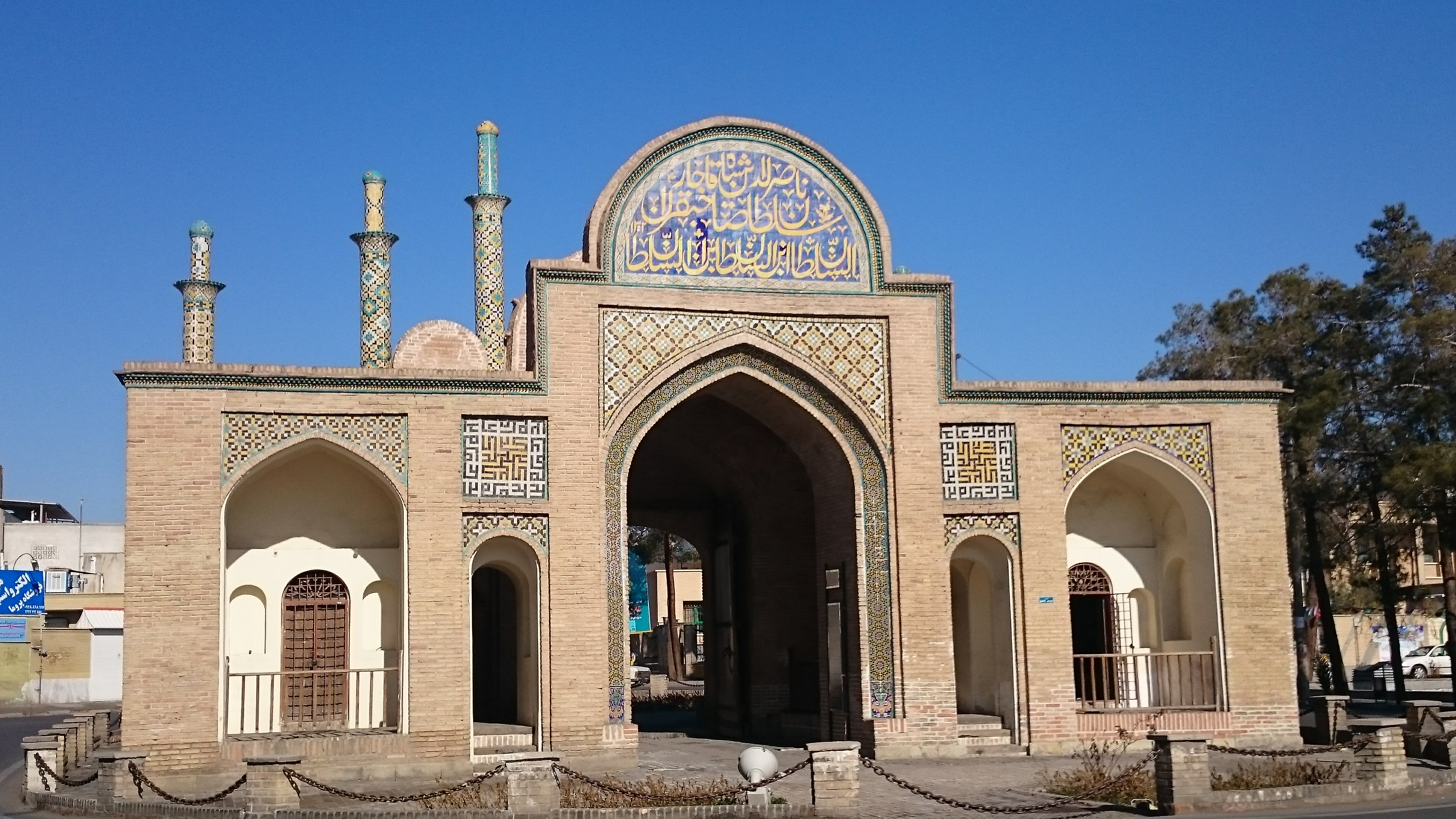
نمای پشت دروازه ارگ سمنان